# 鵬翼
『鵬翼』（ほうよく）は2005年11月に発売されたムックの5thアルバム。初回限定盤にはこの年の夏に出演したWacken Open Air　2005等の映像を収めたDVDが、通常盤初回プレスには「遮断」、「最終列車 -70'S ver.-」が収録されたボーナスCDが付属した。

## 収録曲
1. 輝く世界
（作詞：逹瑯 / 作曲：ミヤ）
2. サル
（作詞：ミヤ / 作曲：ミヤ）
3. 赤線
（作詞：ミヤ / 作曲：ミヤ）
4. 最終列車
（作詞：逹瑯 / 作曲：ミヤ）
  - 8thシングル。メジャーを意識し始めたムックが、原点に戻って改めて製作した楽曲。尚、シングル盤とは違い再録されている。
5. 1R
（作詞：逹瑯 / 作曲：SATOち）
6. 昔子供だった人達へ
（作詞：逹瑯 / 作曲：SATOち）
  - 2021年発売の『明星』にて再録されている。
7. 鳶
（作詞：ミヤ / 作曲：逹瑯・ミヤ）
8. 雨のオーケストラ
（作詞：逹瑯 / 作曲：YUKKE）
  - 7thシングル。シングルバージョンよりも10秒ほど早く終わる（終りの雨の音が早くフェードアウトする）。2017年発売の『殺シノ調べII This is NOT Greatest Hits』にて再録されている。
9. こもれび
（作詞：ミヤ / 作曲：YUKKE・ミヤ）
10. 蜘蛛
（作詞：ミヤ / 作曲：ミヤ）
11. モンスター
（作詞：逹瑯 / 作曲：YUKKE・ミヤ）
12. 優しい記憶
（作詞：逹瑯 / 作曲：ミヤ）
13. ココロノナイマチ
（作詞：逹瑯 / 作曲：ミヤ）
  - 6thシングルを再録したもの。
14. つばさ
（作詞：逹瑯 / 作曲：ミヤ）

ボーナスCD(初回盤)
1. 遮断
（作詞：ミヤ / 作曲：ミヤ）
2. 最終列車～70'S ver.～
（作詞：逹瑯 / 作曲：ミヤ）
アコースティックギターのみで演奏されたバージョン。

## カバー
最終列車
- THE BACK HORN - 2017年11月22日発売の『TRIBUTE OF MUCC -縁[en]-』に収録。